# Belgiens kvindefodboldlandshold
Belgiens kvindefodboldlandshold er det nationale fodboldhold for kvinder i Belgien. Det administreres af Belgiens fodboldforbund.
De spiler deres hjemmekampe i Den Dreef i Leuven, og trænes af Ives Serneels. Igennem tiden har holdet ikke præsteret det store, men var tæt på at kvalificere sig til EM 2013 i Sverige og VM 2015 i Canada. Holdet kvalificerede sig for første gang til en international turnering, ved EM 2017 i Holland.

## Statistik over deltagelser i store turneringer

### VM i fodbold
| År    | Resultat          | K                 | V                 | U*                | T                 | M+                | M-                | MF                |
| ----- | ----------------- | ----------------- | ----------------- | ----------------- | ----------------- | ----------------- | ----------------- | ----------------- |
| 1991  | Deltog ikke       | Deltog ikke       | Deltog ikke       | Deltog ikke       | Deltog ikke       | Deltog ikke       | Deltog ikke       | Deltog ikke       |
| 1995  | Ikke kvalificeret | Ikke kvalificeret | Ikke kvalificeret | Ikke kvalificeret | Ikke kvalificeret | Ikke kvalificeret | Ikke kvalificeret | Ikke kvalificeret |
| 1999  | Ikke kvalificeret | Ikke kvalificeret | Ikke kvalificeret | Ikke kvalificeret | Ikke kvalificeret | Ikke kvalificeret | Ikke kvalificeret | Ikke kvalificeret |
| 2003  | Ikke kvalificeret | Ikke kvalificeret | Ikke kvalificeret | Ikke kvalificeret | Ikke kvalificeret | Ikke kvalificeret | Ikke kvalificeret | Ikke kvalificeret |
| 2007  | Ikke kvalificeret | Ikke kvalificeret | Ikke kvalificeret | Ikke kvalificeret | Ikke kvalificeret | Ikke kvalificeret | Ikke kvalificeret | Ikke kvalificeret |
| 2011  | Ikke kvalificeret | Ikke kvalificeret | Ikke kvalificeret | Ikke kvalificeret | Ikke kvalificeret | Ikke kvalificeret | Ikke kvalificeret | Ikke kvalificeret |
| 2015  | Ikke kvalificeret | Ikke kvalificeret | Ikke kvalificeret | Ikke kvalificeret | Ikke kvalificeret | Ikke kvalificeret | Ikke kvalificeret | Ikke kvalificeret |
| 2019  | Ikke kvalificeret | Ikke kvalificeret | Ikke kvalificeret | Ikke kvalificeret | Ikke kvalificeret | Ikke kvalificeret | Ikke kvalificeret | Ikke kvalificeret |
| Total | 0/7               | 0                 | 0                 | 0                 | 0                 | 0                 | 0                 | 0                 |

*Uafgjort inkluderer knockout-kampe, som blev afgjort med straffesparkskonkurrence.

### EM i fodbold
| År    | Resultat          | K                 | V                 | U*                | T                 | M+                | M-                |              |
| ----- | ----------------- | ----------------- | ----------------- | ----------------- | ----------------- | ----------------- | ----------------- | ------------ |
| 1984  | Ikke kvalificeret | Ikke kvalificeret | Ikke kvalificeret | Ikke kvalificeret | Ikke kvalificeret | Ikke kvalificeret | Ikke kvalificeret |              |
| 1987  | Ikke kvalificeret | Ikke kvalificeret | Ikke kvalificeret | Ikke kvalificeret | Ikke kvalificeret | Ikke kvalificeret | Ikke kvalificeret |              |
| 1989  | Ikke kvalificeret | Ikke kvalificeret | Ikke kvalificeret | Ikke kvalificeret | Ikke kvalificeret | Ikke kvalificeret | Ikke kvalificeret |              |
| 1991  | Ikke kvalificeret | Ikke kvalificeret | Ikke kvalificeret | Ikke kvalificeret | Ikke kvalificeret | Ikke kvalificeret | Ikke kvalificeret |              |
| 1993  | Ikke kvalificeret | Ikke kvalificeret | Ikke kvalificeret | Ikke kvalificeret | Ikke kvalificeret | Ikke kvalificeret | Ikke kvalificeret |              |
| 1995  | Ikke kvalificeret | Ikke kvalificeret | Ikke kvalificeret | Ikke kvalificeret | Ikke kvalificeret | Ikke kvalificeret | Ikke kvalificeret |              |
| 1997  | Ikke kvalificeret | Ikke kvalificeret | Ikke kvalificeret | Ikke kvalificeret | Ikke kvalificeret | Ikke kvalificeret | Ikke kvalificeret |              |
| 2001  | Ikke kvalificeret | Ikke kvalificeret | Ikke kvalificeret | Ikke kvalificeret | Ikke kvalificeret | Ikke kvalificeret | Ikke kvalificeret |              |
| 2005  | Ikke kvalificeret | Ikke kvalificeret | Ikke kvalificeret | Ikke kvalificeret | Ikke kvalificeret | Ikke kvalificeret | Ikke kvalificeret |              |
| 2009  | Ikke kvalificeret | Ikke kvalificeret | Ikke kvalificeret | Ikke kvalificeret | Ikke kvalificeret | Ikke kvalificeret | Ikke kvalificeret |              |
| 2013  | Ikke kvalificeret | Ikke kvalificeret | Ikke kvalificeret | Ikke kvalificeret | Ikke kvalificeret | Ikke kvalificeret | Ikke kvalificeret |              |
| 2017  | Grupperunde       | 3                 | 1                 | 0                 | 2                 | 3                 | 3                 |              |
| 2022  | Kvalificeret      | Kvalificeret      | Kvalificeret      | Kvalificeret      | Kvalificeret      | Kvalificeret      | Kvalificeret      | Kvalificeret |
| Total | 1/12              | 3                 | 1                 | 0                 | 2                 | 3                 | 3                 |              |

*Uafgjort inkluderer knockout-kampe, som blev afgjort med straffesparkskonkurrence.

## Aktuel trup
Følgende spillere blev udtaget til den officielle trup ved EM i fodbold for kvinder 2022 i England.
Landstræner: Ives Serneels